# A Morning Bath
A Morning Bath è un cortometraggio muto del 1896, diretto da James H. White.
Brevi filmati che ritraevano bambini furono da subito molto popolari. Questo si distingue come uno dei primi a ritrarre degli afro-americani, una madre che fa il bagno al proprio bimbo di pochi mesi. Il contesto è fortemente stereotipato; alla madre è stato evidentemente richiesto di muoversi in modo esageratamente scomposto e comico, secondo la maniera in cui i "bianchi" immaginavano che agissero i "neri". Il rapporto madre-bambino, reso ridicolo dai modi comici e dall'apparente assenza di tenerezza, diventava così fonte di divertimento per il pubblico "bianco" e come tale era presentato nel catalogo della Edison secondo il linguaggio razzista dell'epoca: "Mammy is washing her little pickaninny. She thrusts him, kicking and struggling, into a tub of foaming suds".
Lo stesso soggetto era già stato affrontato da William K.L. Dickson in A Hard Wash (1896) e sarà ripreso quindi dalla Edison nel 1903 in Native Woman Washing a Negro Baby in Nassau, B.I. ma con un taglio più etnografico.

## Trama
Una madre fa il bagno al proprio bambino di pochi mesi in una tinozza con modi bruschi e effetti comici.

## Produzione
Il film fu prodotto dalla Edison Manufacturing Company.

## Distribuzione
Il film, distribuito dalla Edison Manufacturing Company, uscì nelle sale americane il 31 ottobre 1896.